# فالجريسنش

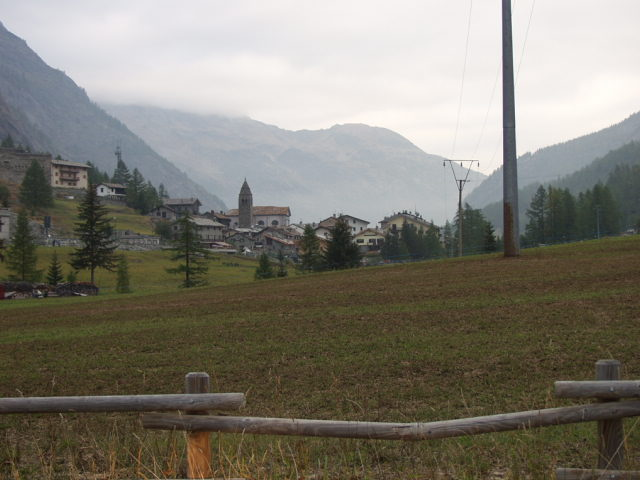
المدينة مع الوادي

فالجريسنش؛ هي بلدة تقع في شمل غرب إيطاليا في وادي أغشت، تقع على ارتفاع 1.664 متر فوق مستوى سطح البحر، هي الوادي الجانبي لوادي أوستا الذي يمتد باتجاه منطقة تارينتيز الفرنسية، تتميز بمنطقة برية وغير ملوثة، وتحيط بها جبال مغطاة بأنهار جليدية، من بينها رويتور الرائع، تشتهر فالغريسينش بنسج الستائر، وهو نسيج ريفي مصنوع من صوف الأغنام يعمل على الأنوال الخشبية القديمة، ولا تزال هذه الممارسة الحرفية القديمة حتى اليوم.